# No Life ’Til Leather
No Life ’Til Leather ist das zweite Demo der US-amerikanischen Thrash-Metal-Band Metallica. Es erschien am 17. Juli 1982.

## Entstehung
Nachdem die Band im April 1982 ihr erstes Demo Power Metal mit vier Liedern veröffentlichte, wollte sie kurze Zeit später ein zweites Demo herausbringen. Um eine professionell klingende Aufnahme zu ermöglichen, versuchte Schlagzeuger Lars Ulrich von Brian Slagel, dem Chef von Metal Blade Records, einen Vorschuss in Höhe von 8.000 US-Dollar zu erhalten. Slagel lehnte dies allerdings ab. Schließlich fand Ulrich mit Kenny Kane, dem Besitzer des auf Punk-Rock spezialisierten Label High Velocity, jemanden, der die Aufnahmen finanzierte und als EP veröffentlichen wollte. Kane kannte zu diesem Zeitpunkt von Metallica allerdings nur diverse Coverversionen von NWoBHM-Liedern.
Das Demo wurde am 6. Juli 1982 im Chateau East Studio in kalifornischen Tustin aufgenommen. Neben den vier Liedern des Power-Metal-Demos enthält No Life ’Til Leather mit Seek & Destroy, Metal Militia und Phantom Lord drei neue Lieder. Für die Aufnahmen wurde eine 8-Spur-Kassette verwendet. Der Titel des Demos stammt aus der ersten Zeile des Liedes Hit the Lights und ist eine Hommage an das Motörhead-Livealbum No Sleep ’til Hammersmith. Kenny Kene zeigte sich über die Musik auf dem fertigen Demo wenig begeistert und weigerte sich, das Demo zu veröffentlichen. Er überließ den Musikern dennoch die Aufnahmebänder. Das Demo wurde schließlich am 17. Juli 1982 auf Kompaktkassette veröffentlicht. Metallica versendeten das Demo in Eigenregie, teilweise bis nach Japan.
Obwohl der Bass von Ron McGovney eingespielt wurde, wird auf dem Beilageblatt dessen Nachfolger Cliff Burton als Bassist genannt. Alle sieben Titel wurden ein Jahr später auf dem Debütalbum Kill ’Em All veröffentlicht, wobei The Mechanix dort den Namen The Four Horsemen trägt. Gitarrist Dave Mustaine, der Metallica vor der Veröffentlichung von Kill ’Em All verlassen musste und die Band Megadeth gründete, veröffentlichte auf deren Debütalbum Killing Is My Business… And Business Is Good! das gleiche Lied unter dem Namen Mechanix.

## Titelliste
1. Hit the Lights – 4:19
2. The Mechanix – 4:28
3. Motorbreath – 3:18
4. Seek & Destroy – 4:55
5. Metal Militia – 5:17
6. Jump in the Fire – 3:51
7. Phantom Lord – 3:33

## Rezeption
Für Eduardo Rivadavia vom Online-Magazin Ultimate Classic Rock ist No Life ’Til Leather „einfach drei Viertel von Kill ’Em All und vollgepackt mit so viel revolutionärer Thrash-Metal-Feuerkraft“, dass es „kein Wunder ist, dass das Demo schnell zu einer weltweiten Tape-Trading-Sensation wurde“. Laut dem britischen Journalisten Joel McIver hatte No Life ’Til Leather zusammen mit Kill ’Em All einen „immensen Einfluss auf den Thrash Metal und die große Extreme-Metal-Gemeinde ausgeübt“. Der Journalist Bob Nalbandian vertritt die Meinung, dass Metallica mit No Life ’Til Leather „eine der ersten US-amerikanischen Bands waren, die mit einem Demo großes Aufsehen erregen konnten“. Auch Matthias Herr erklärte in seinem Heavy Metal Lexikon Vol. 1 das Demo zum „berühmtesten […], das jemals den weltweiten Underground elektrisierte“. Außerdem sah er darin bereits das Überholen der bis dahin führenden Metal-Bands aus England angelegt. In der Rock Hard Enzyklopädie wird es als „legendär“ bezeichnet. Auf powermetal.de erinnert sich Holger Andrae, wie – im positiven Sinne – „fassungslos“ über die Spieltechnik er damals gewesen war.

## Wiederveröffentlichung

### Bootlegs
Das Demo wurde mehrfach als Bootleg neu veröffentlicht. Eine Veröffentlichung war unter den Titeln Metallica: Bay Area Thrashers oder Bay Area Thrashers: The Early Days bekannt. Das als Livealbum aus dem Jahre 1981 bezeichnete Werk enthielt jedoch Auszüge aus dem Demo No Life ’Til Leather, dem Publikumsgeräusche sowie Dialoge aus dem Video Cliff ’Em All unterlegt hatte. Die Band erfuhr von der Existenz dieses Bootlegs, als der Online-Versandhändler Amazon.com dieses Album als UK-Import anbot. Im Frühjahr 1998 ging die Band gerichtlich gegen den Bootleg und seine Urheber vor. Amazon nahm das Album aus seinem Programm, woraufhin sich das Album zu einem begehrten Sammlerstück entwickelte. Eine weitere illegale Wiederveröffentlichung erfolgte unter dem Titel Metallica: In the Beginning... Live.

### Offizielle Wiederveröffentlichung
Anlässlich des Record Store Day am 18. April 2015 veröffentlichte die Band das Demo offiziell auf Kassette neu. Die Musiker haben dabei die Originalaufnahmen auf den Stand des Jahres 2015 gebracht, ohne die ursprüngliche Abmischung zu verändern. Das Artwork der Kassette ist dem Exemplar von Lars Ulrich entlehnt. Veröffentlicht wurde die Kassette in ausgewählten Plattenläden und auf der Website der Band.